# Davide Giuriato
Davide Giuriato (* 1972 in Aarau) ist ein Schweizer Germanist und Literaturwissenschaftler.

## Leben
Giuriato studierte Germanistik und Italianistik von 1993 bis 2000 an den Universitäten Basel und Freiburg im Breisgau. Von 2000 bis 2001 war er an der Universität München ein Stipendiat des Graduiertenkollegs Textkritik der Deutschen Forschungsgemeinschaft. Von 2001 bis 2007 arbeitete Giuriato an der Universität Basel als wissenschaftlicher Mitarbeiter in dem vom Schweizerischen Nationalfonds geförderten Forschungsprojekt Zur Genealogie des Schreibens. Die Literaturgeschichte der Schreibszene von der Frühen Neuzeit bis zur Gegenwart.
2005 wurde Giuriato an der Universität Basel mit der Arbeit zum Thema Mikrographien. Zu einer Poetologie des Schreibens in Walter Benjamins Kindheitserinnerungen promoviert. Von 2007 bis 2014 war er an der Goethe-Universität in Frankfurt am Main als wissenschaftlicher Mitarbeiter am Institut für deutsche Literatur und ihre Didaktik tätig. Außerdem übernahm er zwischen 2011 und 2014 mehrere Vertretungsprofessuren an den Universitäten München, Münster und Dortmund. Von 2012 bis 2013 erhielt er ein Forschungsstipendium der DFG an der Universität Wien. 2013 habilitierte sich Davide Giuriato mit dem Thema Deutlichkeit. Ästhetik des Kunstlosen im 18./19. Jahrhundert. Es folgte von 2014 bis 2015 ein Heisenberg-Stipendium an der Universität Münster.
Seit 2015 ist Giuriato Ordinarius für Neuere deutsche Literaturwissenschaft an der Universität Zürich. Dort ist er  Mitglied des Leitungsgremiums des Zentrums Künste und Kulturtheorie. 2018 war er Research Fellow am Leibniz-Zentrum für Literatur- und Kulturforschung in Berlin.

## Arbeitsschwerpunkte
Giuriatos Arbeitsschwerpunkte sind die Deutsche Literatur, Poetik und Ästhetik vom 18. Jahrhundert bis zur Gegenwart, Studien zur Kultur der Kindheit sowie die Gebiete der Materialästhetik und der Mikrologien.

## Veröffentlichungen

### Monografien
- Mikrographien. Zu einer Poetologie des Schreibens in Walter Benjamins Kindheitserinnerungen. (1932–1939). Zugleich Dissertation Universität Basel 2004. Fink, München 2006, ISBN 978-3-7705-4274-1.
- »klar und deutlich«. Ästhetik des Kunstlosen im 18./19. Jahrhundert. Zugleich Habilitationsschrift. Rombach, Freiburg im Breisgau 2015, ISBN 978-3-7930-9797-6.[3]

### Herausgeberschaft
- zusammen mit Martin Stingelin und Sandro Zanetti: "Schreibkugel ist ein Ding gleich mir: von Eisen." Schreibszenen im Zeitalter der Typoskripte. Fink, München 2005, ISBN 978-3-7705-4112-6.
- zusammen mit Martin Stingelin und Sandro Zanetti: System ohne General. Schreibszenen im digitalen Zeitalter. Fink, München 2006, ISBN 978-3-7705-4350-2.
- zusammen mit Stephan Kammer: Bilder der Handschrift. Die graphische Dimension der Literatur. Stroemfeld, Frankfurt am Main 2006, ISBN 978-3-86109-171-4.
- zusammen mit Maximilian Bergengruen und Sandro Zanetti: Gestirn und Literatur im 20. Jahrhundert. Fischer, Frankfurt am Main 2006, ISBN 978-3-596-16780-7.
- zusammen mit Martin Stingelin und Sandro Zanetti. „Schreiben heißt: sich selber lesen.“ Schreibszenen als Selbstlektüren. Fink, München 2008, ISBN 978-3-7705-4654-1.
- zusammen mit Eckhard Schumacher: Drastik. Ästhetik – Genealogien – Gegenwartskultur. Fink, Paderborn 2016
- zusammen mit Christian Begemann: Adalbert Stifter Handbuch. Leben – Werk – Wirkung. Metzler, Stuttgart 2017, ISBN 978-3-476-02545-6.
- zusammen mit Philipp Hubmann, Mareike Schildmann: Kindheit und Literatur. Konzepte – Poetik – Wissen. Rombach, Freiburg im Breisgau 2018, ISBN 978-3-7930-9918-5.

### Übersetzungen
- Giorgio Agamben: Das Offene. Der Mensch und das Tier. Suhrkamp, Frankfurt am Main 2003, ISBN 978-3-518-12441-3.
- Giorgio Agamben: Kindheit und Geschichte. Zerstörung der Erfahrung und Ursprung der Geschichte. Suhrkamp, Frankfurt am Main 2004, ISBN 978-3-518-22379-6.
- Giorgio Agamben: Die Zeit, die bleibt. Ein Kommentar zum Römerbrief. Suhrkamp, Frankfurt am Main 2006, ISBN 978-3-518-12453-6.